# ジェシー・カーマイケル
ジェシー・ロイヤル・カーマイケル（Jesse Royal Carmichael、1979年4月2日 - ）はアメリカのポップ・ロックバンド・マルーン5のメンバーで、キーボーディストおよびリズムギタリスト。マルーン5の前身・カーラズ・フラワーズ（Kara's Flowers）からの結成メンバー。自身のソロプロジェクト・1863としても活動している。

## 来歴
2012年に、休暇と音楽的追求のためマルーン5を一時離脱したが、2年後の2014年にアルバム『V』で復帰した。